# Gap-Nunatak
Der Gap-Nunatak ist ein 1030 m (nach australischen Angaben 1003,5 m) hoher Nunatak im ostantarktischen Mac-Robertson-Land. In der David Range der Framnes Mountains ragt er im Zentrum des Hordern Gap auf.
Norwegische Kartografen, die ihn als Metoppen (norwegisch für Mittelspitze) benannten, kartierten ihn anhand von Luftaufnahmen, die bei der Lars-Christensen-Expedition 1936/37 entstanden. Teilnehmer der Australian National Antarctic Research Expeditions nahmen eine Umbenennung in Anlehnung an die geographische Lage des Nunatak im Hordern Gap vor.